# In Our Heads
Albums de Hot Chip
One Life Stand
(2010) Why Make Sense?
(2015)
In Our Heads est le cinquième album du groupe anglais Hot Chip, sorti en 2012. Il s'agit de leur premier album sous le label Domino Records.

## Liste des morceaux
Toutes les chansons sont écrites et composées par Hot Chip.
| No  | Titre                 | Durée |
| --- | --------------------- | ----- |
| 1.  | Motion Sickness       | 5:21  |
| 2.  | How Do You Do?        | 4:45  |
| 3.  | Don't Deny Your Heart | 4:31  |
| 4.  | Look At Where We Are  | 3:59  |
| 5.  | These Chains          | 4:16  |
| 6.  | Night & Day           | 4:31  |
| 7.  | Flutes                | 7:05  |
| 8.  | Now There Is Nothing  | 4:00  |
| 9.  | Ends Of The Earth     | 5:41  |
| 10. | Let Me Be Him         | 7:41  |
| 11. | Always Been Your Love | 5:04  |